# (2376) Martynov
(2376) Martynov es un asteroide perteneciente al cinturón exterior de asteroides descubierto el 22 de agosto de 1977 por Nikolái Stepánovich Chernyj desde el Observatorio Astrofísico de Crimea, en Naúchni.

## Designación y nombre
Martynov se designó inicialmente como 1977 QG3.
Más adelante fue nombrado en honor del astrofísico soviético Dmitri Martynov (1904-1989).

## Características orbitales
Martynov orbita a una distancia media de 3,206 ua del Sol, pudiendo acercarse hasta 2,836 ua y alejarse hasta 3,576 ua. Tiene una inclinación orbital de 3,837 grados y una excentricidad de 0,1154. Emplea 2097 días en completar una órbita alrededor del Sol.

## Características físicas
La magnitud absoluta de Martynov es 10,8. Tiene 37,92 km de diámetro y se estima su albedo en 0,0536.